# Vermondo
Vermondo  è un nome proprio di persona italiano maschile.

## Varianti
- Maschili: Varmondo[1], Veremondo[2]
- Femminili: Vermonda, Varmonda[1], Veremonda[2]

## Origine e diffusione
È un nome di origine germanica, attestato in forme quali Warimund, Warmund, Warimunt, Warmunt, Wermund, Veremund e Guarmund; è composto dagli elementi var (di significato incerto, probabilmente un miscuglio di più radici diverse, fra le quali "protezione", "difesa") e mund (anch'esso "protezione", "difesa"), entrambi piuttosto diffusi nell'onomastica germanica (il primo si ritrova ad esempio in Alvaro e forse in Elvira, il secondo in Edmondo, Rosmunda, Raimondo e Sigismondo).
In Italia il nome ha scarsa diffusione, e si concentra perlopiù nel Vercellese e nel comune di Meda, dove sono venerati i santi così chiamati.

## Onomastico
L'onomastico ricorre il 13 febbraio in memoria di san Vermondo Corio, nobile longobardo, commemorato con il fratello Aimo. Con la variante Varmondo si ricorda inoltre il beato Warmondo, vescovo di Ivrea, commemorato il 13 novembre.

## Persone
- Vermondo Brugnatelli, linguista, saggista e docente universitario italiano
- Vermondo Corio, nobile e santo italiano
- Vermondo Di Federico, militare e partigiano italiano

### Varianti
- Veremondo, re dei Suebi
- Warmondo, vescovo italiano

## Il nome nelle arti
- Vermondo è un personaggio del dramma di Alessandro Manzoni Adelchi.
- Vermonda è un personaggio dell'opera di Francesco Cavalli Vermonda l'Amazzone d'Aragona, del 1652.